# Bandar-e Anzali
Bandar-e Anzali ou simplement Anzali (Bandar signifiant port en persan) (en persan : بندر انزلی), connue sous le nom de Bandar-e Pahlavi (بندر پهلوی) de 1925 à 1980), est une ville portuaire située dans la province du Guilan, en Iran, au bord de la mer Caspienne. Elle est peuplée surtout de Gilaki.
C'est également une station balnéaire prisée.

## Géographie

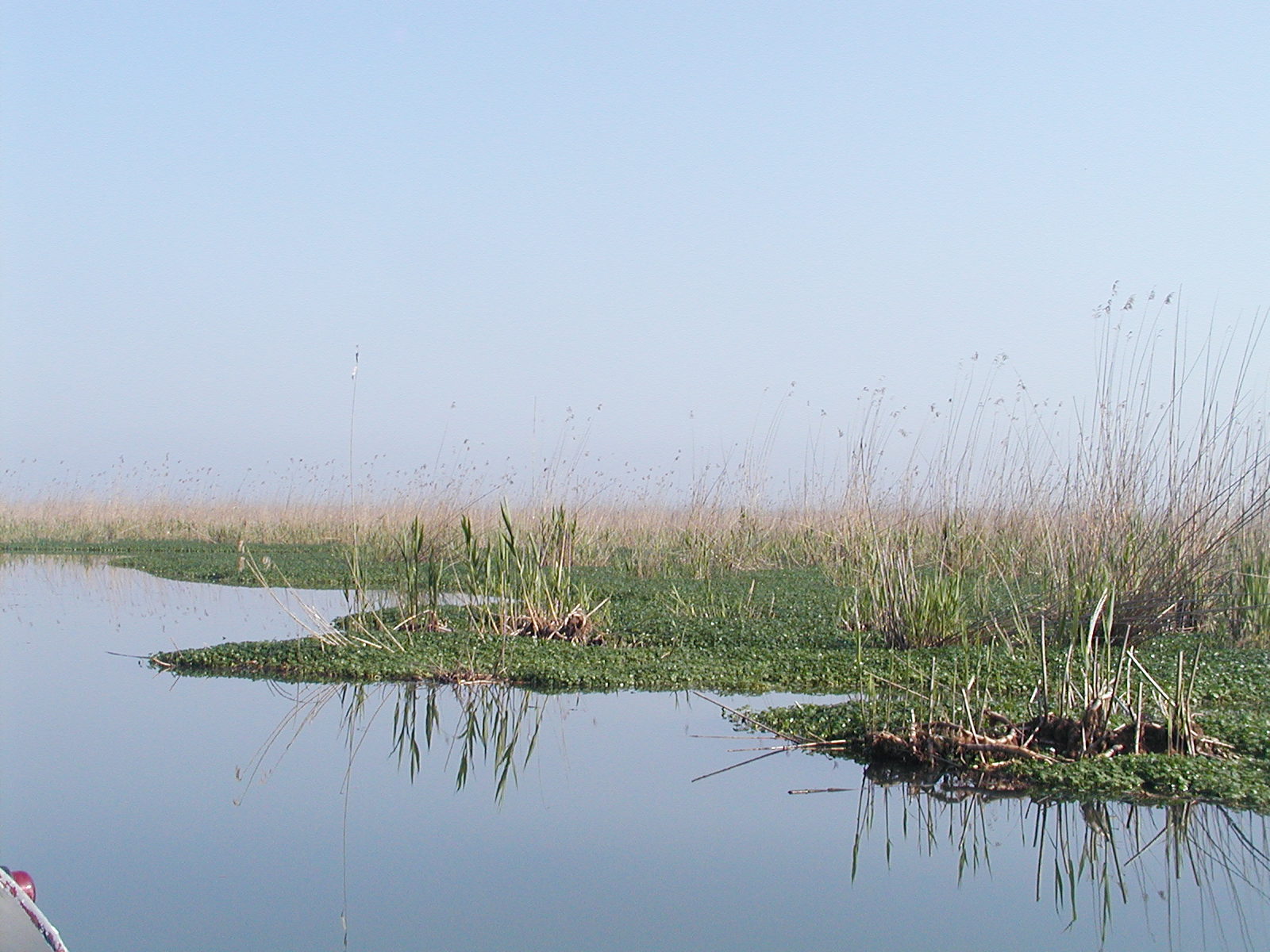
Le lagon Anzali.

Bandar-e Anzali est le port maritime le plus important du nord de l'Iran. Il consiste en une île principale nommée Mianposhteh et des terres environnantes. La ville est située à 41 kilomètres au nord de Racht et à 360 kilomètres de Téhéran.
Les attractions touristiques sont la longue promenade le long du port et le delta marécageux de la rivière Sefid Roud.
Le liman d'Anzali (Mordab-e-Anzali) est un milieu paralique proche de la mer Caspienne et de la ville de Bandar-e Anzali. Cette lagune, jadis très riche en poissons, est polluée par les rejets industriels.

## Histoire
La ville, fondée au XVIe siècle, est incendiée par les Russes en 1805, ce qui détruit ses documents et ses bâtiments historiques. La ville est cependant connue depuis l'empire safavide comme une porte vers l'Europe pour le commerce de la soie, grâce à sa situation géographique. Elle fait partie de la république socialiste du Gilan de juin 1920 à septembre 1921.
En 1925, la ville est rebaptisée Bandar-e Pahlavi (« Port-Pahlavi ») en l'honneur de la nouvelle dynastie fondée par Reza Chah.
La ville est occupée par les Soviétiques lors de l'opération conjointe anglo-soviétique Countenance, qui dure du 25 août au 17 septembre 1941.
Le port voit le débarquement des troupes polonaises du général Anders évacuées d'Union soviétique en mars et août 1942. La ville abrite toujours un cimetière militaire polonais (le deuxième du pays) témoin de cette opération. Les croix funéraires ont été démantelées après la révolution islamique de 1979, mais l'obélisque avec l'aigle bicéphale a été restauré. Après l'instauration de la république islamique, la ville reprend son nom originel.
Une petite église orthodoxe russe est consacrée à Bandar-e Anzali en 2008.

## Démographie
Sa population est passée de 98 544 habitants en 1996 à 110 643 habitants en 2006 et à 114 105 habitants en 2012.

## Industrie
Outre une activité portuaire importante, la ville et sa région se distinguent par une forte production de caviar.

## Illustrations

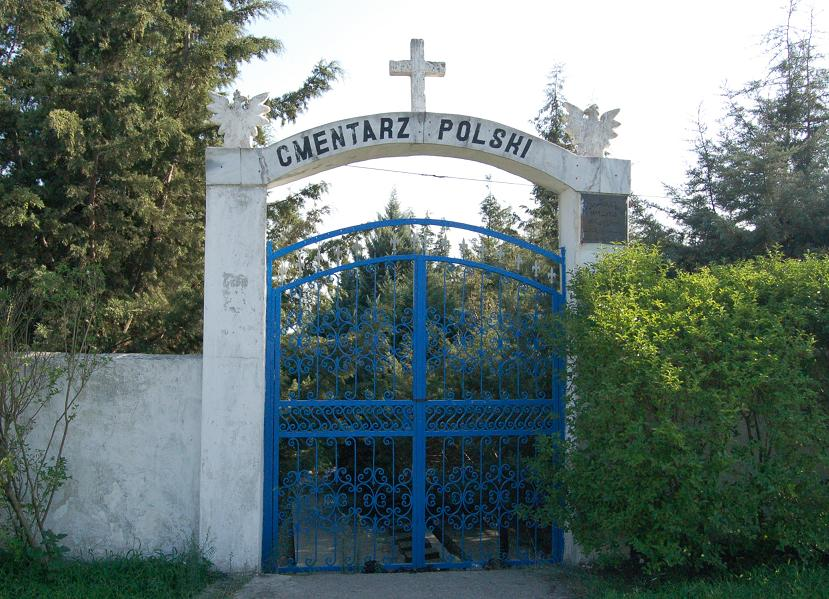
Entrée du cimetière polonais
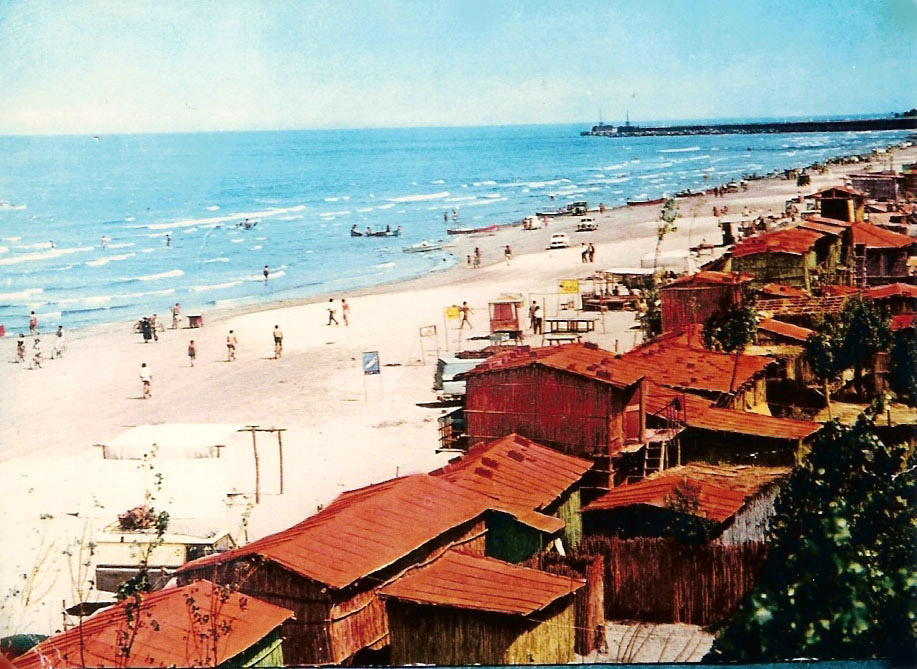
Plage de Bandar-e Pahlavi (nom de la station à l'époque) en 1971
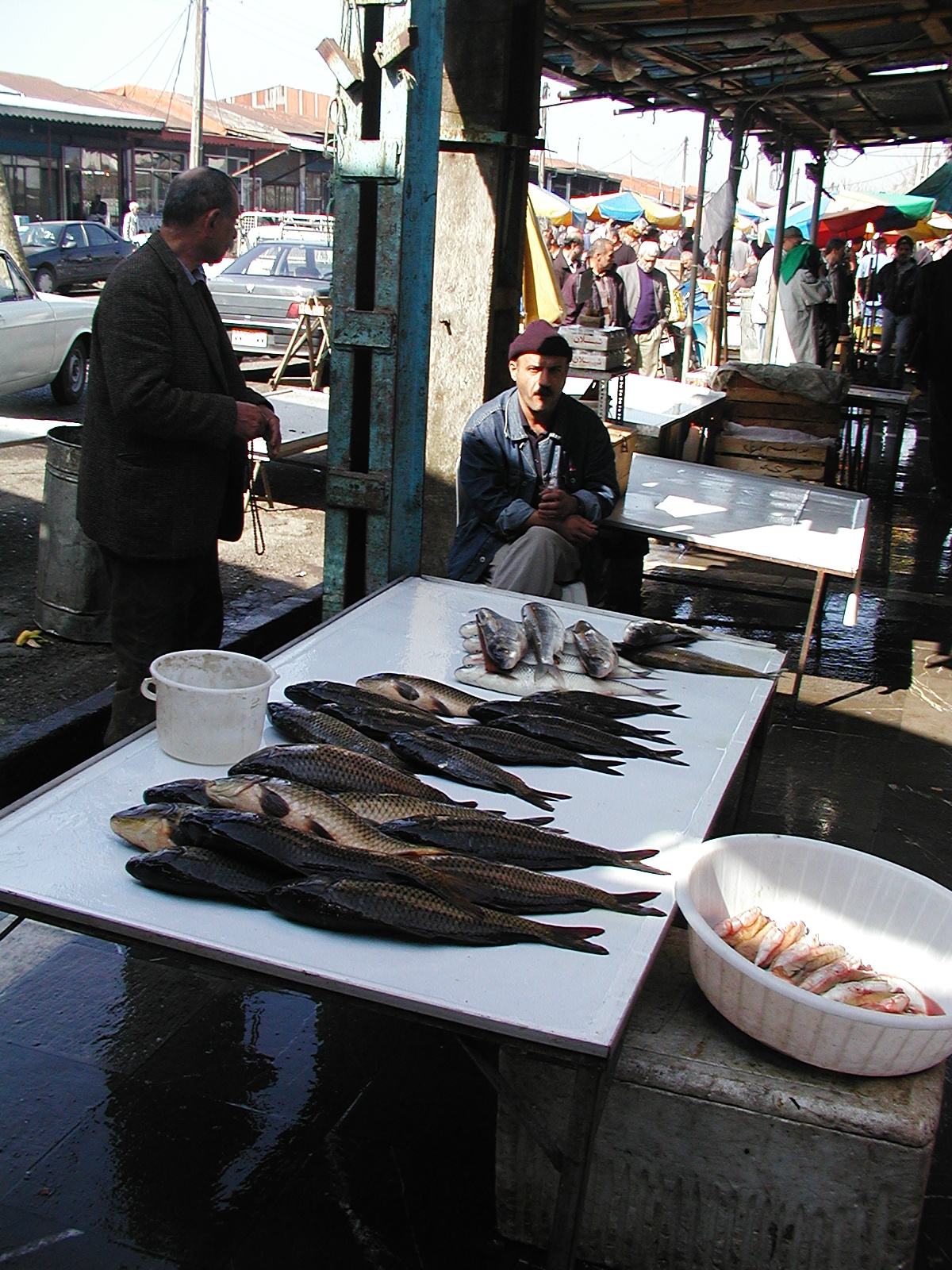
Le marché aux poissons